# Chaetonotus hermaphroditus
Chaetonotus hermaphroditus är en djurart som tillhör fylumet bukhårsdjur, och som beskrevs av Adolf Remane 1936. Chaetonotus hermaphroditus ingår i släktet Chaetonotus och familjen Chaetonotidae. Inga underarter finns listade i Catalogue of Life.